# Estádio Sebastião Camanducci
Estádio Sebastião Camanducci – stadion piłkarski, w Extrema, Minas Gerais, Brazylia, na którym swoje mecze rozgrywa klub Extrema Futebol Clube.